# Blanchard (Idaho)
Blanchard statisztikai település az USA Idaho államában, Bonner megyében. Lakosainak száma 379 fő (2020. április 1.).

## Népesség
A település népességének változása:

| 2010 | 261 |
| 2020 | 379 |